# Groß Neukirch

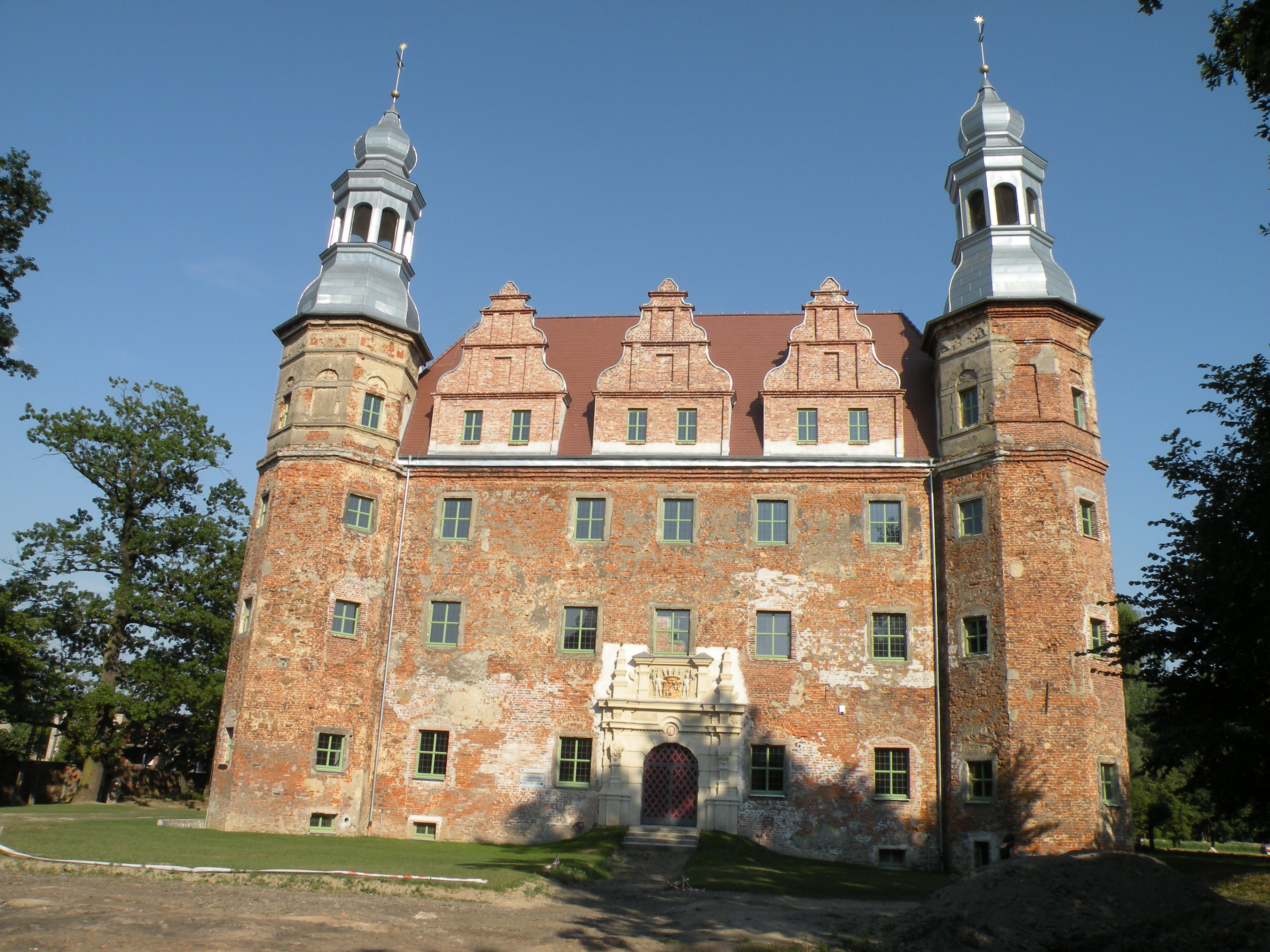
Schloss in Polska Cerekiew nach Renovierung

Groß Neukirch, polnisch Polska Cerekiew, ist eine Ortschaft in Oberschlesien. Sie ist Sitz der Gemeinde Groß Neukirch im Powiat Kędzierzyńsko-Kozielski (Landkreis Kandrzin-Cosel) in der Woiwodschaft Oppeln. Seit 2011 ist Groß Neukirch offiziell zweisprachig (Polnisch und Deutsch).

## Geschichte

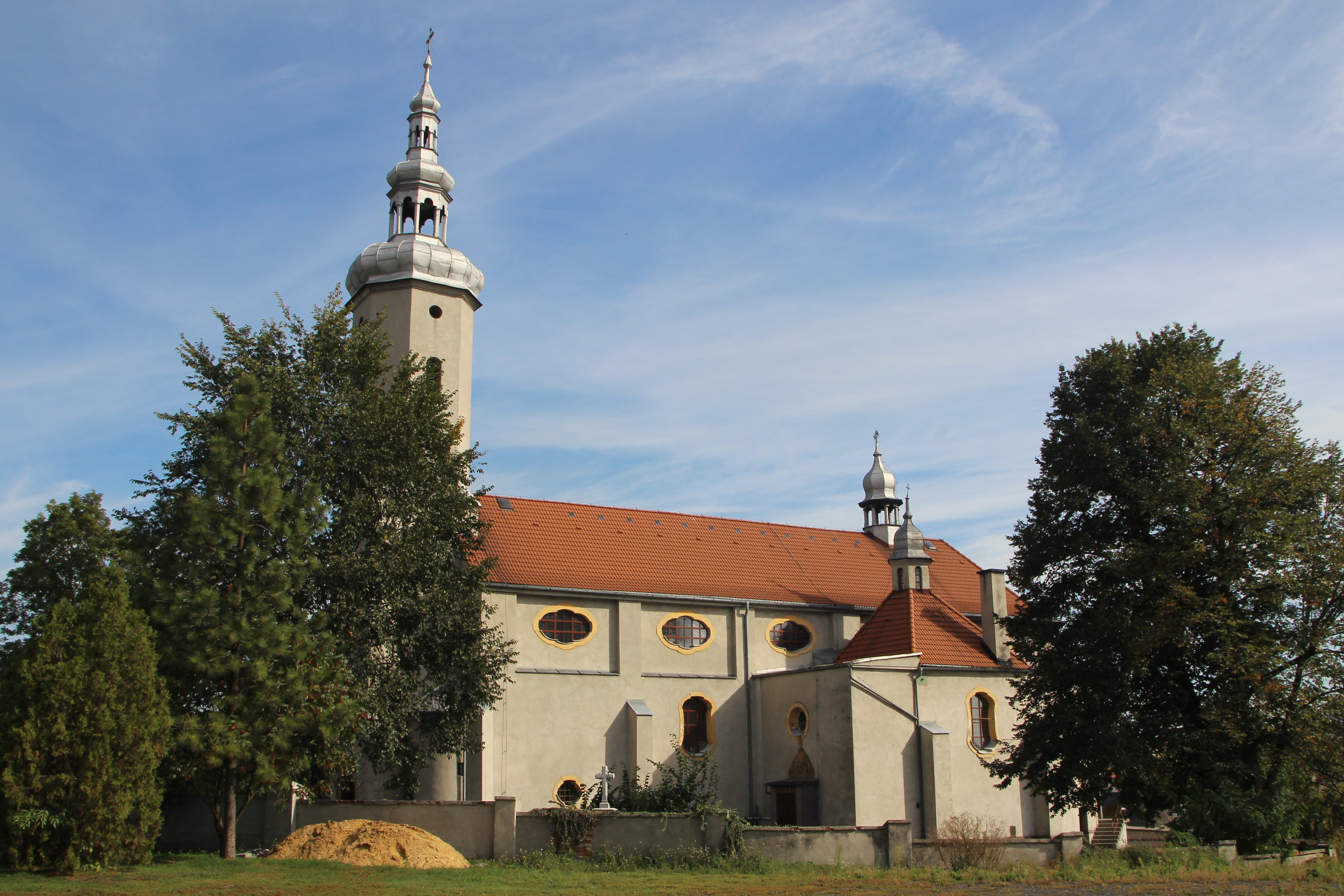
Katholische Pfarrkirche Mariä Himmelfahrt

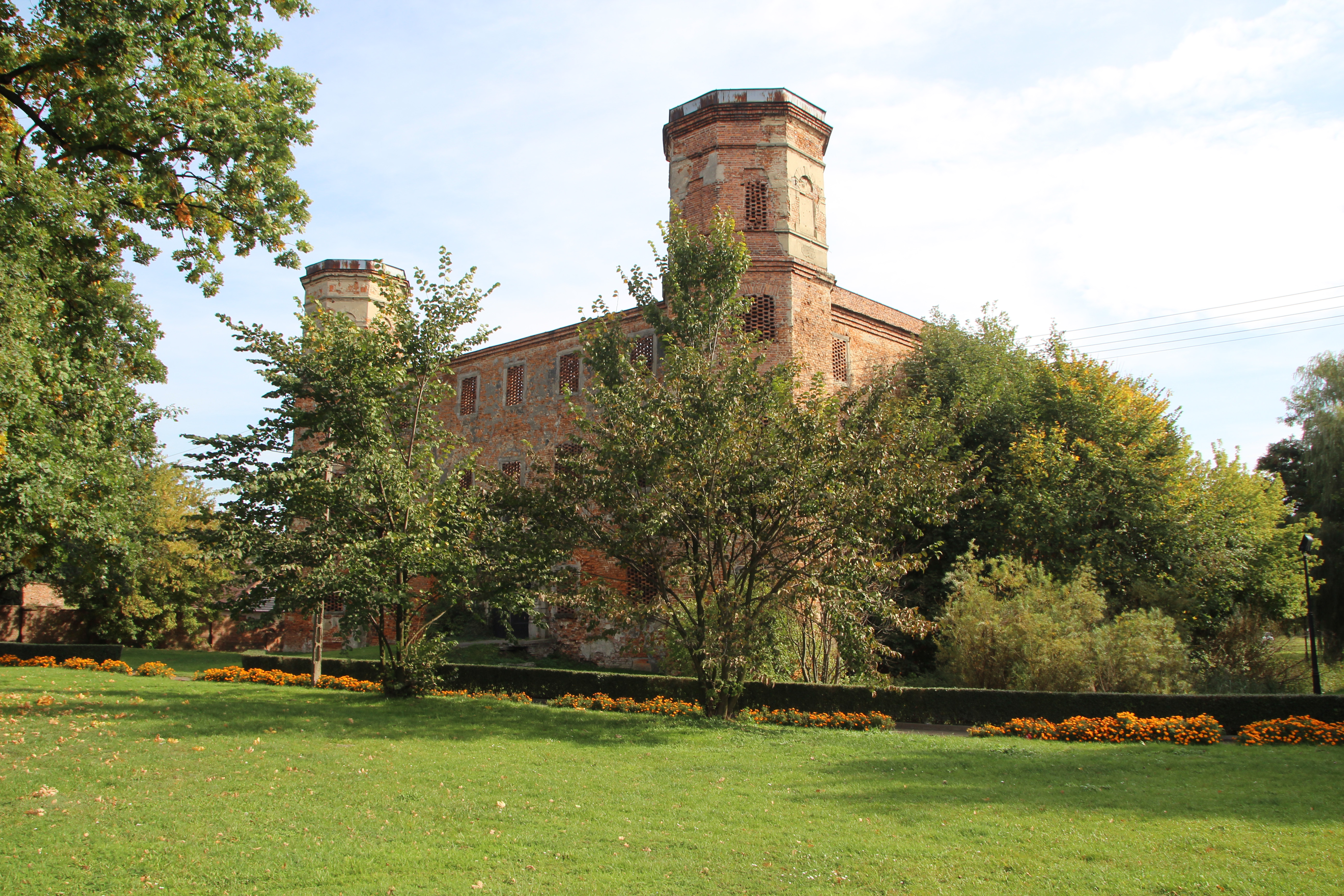
Schloss

Im Jahre 1617 stiftete Friedrich von Oppersdorff den Neubau der Pfarrkirche als massiven Steinbau. 1767 wurde die Kirche unter Graf Anton von Gaschin unter anderem mit einer Kapelle ergänzt. Polnisch Neukirch war Mittelpunkt einer ausgedehnten Herrschaft der Grafen von Gaschin und gelangte später an die Freiherren von Seherr-Thoss.
Im Jahre 1884 gelangten Schloss und Herrschaft Neukirch an die Grafen von Matuschka, die das Schloss zehn Jahre später renovieren ließen. 1914 wurde der Ort von Polnisch Neukirch in Groß Neukirch umbenannt.
Bei der Volksabstimmung in Oberschlesien am 20. März 1921 wurden in Polnisch Neukirch 626 Stimmen (81,6 %) für den Verbleib bei Deutschland abgegeben, 141 Stimmen waren für den Anschluss an Polen. Im Gutsbezirk Polnisch Neukirch waren es 92 zu 2 Stimmen. Folglich verblieb das Dorf in der Weimarer Republik.
Von 1816 bis 1945 gehörte Groß Neukirch dem Landkreis Cosel an. Seit 1874 bestand ein Amtsbezirk Groß Neukirch. 1928 wurde der Gutsbezirk Groß Neukirch, bis dahin kommunal eigenständig, in die Landgemeinde Groß Neukirch eingemeindet. Zum 31. Januar 1936 wurden die Gemeinden Millowitz und Schwerfelde eingemeindet.
Nach der Besetzung durch die Rote Armee 1945 wurde Groß Neukirch als Polska Cerekiew Teil Polens.
Da nicht alle deutschen Bewohner vertrieben wurden, konnte sich in der Gegend eine deutsche Minderheit halten. Laut der letzten Volkszählung in Polen 2002 sind 22,0 % der Einwohner Deutsche, weitere 3,9 % bezeichneten sich als „Schlesier“ und 13,8 % machten keine Angaben zu ihrer Nationalität. Die Gemeinde hat somit das Recht, Deutsch als Hilfssprache einzuführen.
Am 29. April 2011 erhielt der Ort zusätzlich den amtlichen deutschen Ortsnamen Groß Neukirch.

### Einwohnerentwicklung
Die Einwohnerzahlen von Polnisch Neukirch (inkl. Gutsbezirk):
| Jahr | Einwohner |
| ---- | --------- |
| 1830 | 423       |
| 1844 | 587       |
| 1855 | 793       |
| 1861 | 949       |

| Jahr | Einwohner |
| ---- | --------- |
| 1910 | 1.320     |
| 1933 | 2.904     |
| 1939 | 3.010     |

## Sehenswürdigkeiten
- Katholische Pfarrkirche Mariä Himmelfahrt im barocken Stil
- Das 2012/14 renovierte Schloss Groß Neukirch im Renaissancestil, das im Jahre 1617 für Friedrich von Oppersdorff errichtet und 1894 von der Familie von Matuschka erneuert wurde.[9]
- Die Nebengebäude des Schlosses mit Torturm und aufwendig gestaltetem Renaissanceportal

## Wappen

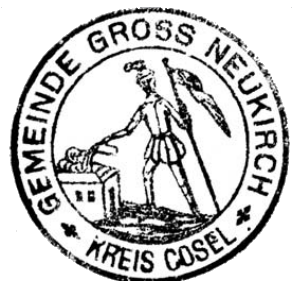
Altes Siegel der Gemeinde von 1927

Das heutige Wappen des Ortes und der Gemeinde Groß Neukirch zeigt den heiligen Florian mit einer Flagge beim Löschen eines Feuers. Bereits alte Siegel und Stempel des Ortes zeigen das gleiche Motiv.

## Söhne und Töchter des Ortes
- Hans Piontek (1876–1930), deutscher Beamter, Landeshauptmann der Provinz Oberschlesien von 1924 bis 1930